# Xanthorhoe orophyloides
Xanthorhoe orophyloides är en fjärilsart som beskrevs av Edward Meyrick 1917. Xanthorhoe orophyloides ingår i släktet Xanthorhoe och familjen mätare. Inga underarter finns listade i Catalogue of Life.